# El engaño (telenovela mexicana)
El engaño es una telenovela mexicana producida por Ernesto Alonso para Televisa en 1986. Fue protagonizada por Erika Buenfil, Frank Moro, Guillermo García Cantú en su primer protagónico. Antagonizada por Luz María Jerez y Sergio Jiménez. Ha sido una de las pocas telenovelas mexicanas que ha tratado el tema de los nazis y las persecuciones a los judíos.

## Argumento
En Valle de Bravo, Alfonso y su esposa Aminta llevan una vida ermitaña. Alfonso tiene buenos motivos para ello: así oculta su pasado de criminal nazi y su presente lleno de vinculaciones a grupos neonazis. Aminta que adora a su marido, desconoce estos hechos y sufre porque su salud se ha quebrantado a raíz del nacimiento de su hija Mindy. El pintor Jorge, un vecino de Alfonso, encuentra una bebé abandonada y decide llevarla a Aminta para que la cuide. Esto enfurece a Alfonso, que está esperando la llegada de sus sobrinos huérfanos que vienen a vivir con él, y obliga a su esposa a deshacerse de la niña. Jorge decide adoptarla y le pone Marcela. Aminta empeora de salud y finalmente muere de un paro cardíaco.
Pasan 18 años, y Alfonso sigue vinculado a sus actividades nazis. Su hija Mindy es una muchacha caprichosa y cruel que le gusta coquetear con sus primos. Rodrigo, el menor de ellos, se enamora de ella y después que hacen el amor cree que se casarán. Sin embargo tanto Alfonso como Mindy prefieren que ella se case con Gerardo, el hermano de Rodrigo, un chico extraño, medio neurótico y que sufre de constantes lagunas mentales tras las cuales no recuerda dónde estuvo ni qué hizo. Mientras, Marcela con el paso de los años se ha convertido en una hermosa joven, pero muy acomplejada. Jorge viaja a Miami donde ella estudia para asistir a su fiesta de graduación. Jorge tiene grandes planes para ella. Gerardo también viaja a Miami y coincide con Marcela, ambos se enamoran a primera vista. Después de un corto noviazgo se casan y regresan a Valle del Bravo. Su llegada coincide con la de David, un viejo y frágil judío, quien llega con sus enfermeros en busca de la niña que su hija abandonó 18 años atrás. Esta niña resulta ser Marcela, y resulta también que el aparentemente indefenso David es un sobreviviente de los campos de concentración nazis que pretende desenmascarar a Alfonso.

## Elenco
- Erika Buenfil - Marcela Estévez
- Frank Moro - Jorge Estévez
- Sergio Jiménez - Alfonso Gunther / Dieter Von Heune
- Luz María Jerez - Mindy Gunther / Aminta Alvírez de Gunther
- Guillermo García Cantú - Gerardo
- Rafael Sánchez Navarro - Rodrigo
- Eduardo Alcaraz - David Letterman
- Carmen Montejo - Selene
- Susana Alexander - Elena
- Rafael Amador - Teniente Quintanilla
- Socorro Avelar - Chuy
- Yolanda Ciani - Clara
- Gabriela Goldsmith - Rocío Peña
- Gilberto Román - Javier Peña
- Jorge del Campo - Franz
- Mónica Miguel - Carmen
- Carlos Gajardo - Rubén
- Toño Infante - Teniente Rómulo Sánchez
- Marcela Páez - Adela Sánchez
- Jerardo - Samuel
- Rosita Salazar - Alice
- José D'Merlo - Thomas / Sammy
- René Escandón - Renato
- César Adrián Sánchez - Carlos
- José Carlos Teruel - Isaac
- Rafael Rojas - Reynaldo
- Xavier Masse - Rogers
- Marco Hernández - Tony Suárez
- Alicia Montoya - Martha
- Norma Reyes - Alma
- Edgardo Gazcón - Fernando
- Mariana Gaja - Marcela (niña)
- Tenderly Prats - Mindy (niña)
- Tanya Pelejero - Rocío (niña)
- Graciela Galicia - Operadora
- Pedro Zavala - Sacerdote
- Felipe González - Doctor
- Ricardo Rivero - Juez
- Rubén Díaz - Chofer
- Fernando Manzano - Locutor
- Rolando Barral
- Rebeca Silva

## Premios y nominaciones

### Premios TV y Novelas 1987
| Categoría                 | Nominado               | Resultado |
| ------------------------- | ---------------------- | --------- |
| Mejor actor joven         | Guillermo García Cantú | Nominado  |
| Mejor dirección de escena | Sergio Jiménez         | Nominado  |

## Versiones

### Televisión
- El engaño es remake de la telenovela Estafa de amor, producida también por Ernesto Alonso para Televisa en 1961 y protagonizada por Amparo Rivelles y Raul Ramírez. Las siguientes versiones de esta historia son:
  - Estafa de amor, producida nuevamente por Ernesto Alonso para Televisa en 1968 y protagonizada por Maricruz Olivier y Enrique Lizalde.
  - Estafa de amor, producida por la programadora colombiana Producciones PUNCH para el -entonces recién inaugurado- canal Tele 9 Corazón (actualmente Canal Institucional) en 1971, con la adaptación de Bernardo Romero Pereiro, la dirección de Bernardo Romero Lozano y protagonizada por Judy Henríquez, Alí Humar y Eduardo Vidal.
  - Laberintos de pasión, realizada por Televisa en 1999 y protagonizada por Leticia Calderón y Francisco Gattorno. La historia fue modificada, ambientada de corte campirano y producida por cuarta y última vez por Ernesto Alonso.
  - Corazón que miente, producida por MaPat López de Zatarain para Televisa en 2016 basándose en los libretos de'Laberintos de pasión y ambientada en la ciudad y protagonizada por Thelma Madrigal y Pablo Lyle.

### Cine
- Estafa de amor (México, 1955) con Elsa Aguirre y Ramón Gay
- Estafa de amor (México, 1970) con Maricruz Olivier y Jorge Rivero